# Шабац
Ша́бац (серб. Шабац / Šabac) — город в Сербии, центр Мачванского округа и общины Ша́бац. Город расположен в западной части Сербии, на берегу реки Сава.

## Этимология названия
Существует несколько гипотез происхождения названия города, но ни одна из них не имеет подтверждения. Вероятнее всего имя города связано с рекой Сава: Сава — Савац — Сабац — Шабац.

## История
В конце XVIII — начале XIX века, во время войны России и Австрии против Турции, город-крепость Шабац оказался в эпицентре событий. На страницах «Энциклопедического словаря Брокгауза и Ефрона» эти события описываются следующим образом: «В 1788 г… турецкий гарнизон Ш. сдался австрийцам 23 апреля, после непродолжительного бомбардирования. По заключении мира Ш. опять перешёл во власть турок. В 1804 г., при восстании сербов против Турции, они в конце марта взяли Ш. штурмом, но уже в августе турки выгнали их оттуда. Затем сербские войска, под начальством Георгия Черного, опять подступили к Ш., и турки ушли оттуда, не оказав сопротивления. В декабре 1805 г. небольшой сербский гарнизон, оставленный в Ш., был захвачен неприятелем врасплох и весь истреблён. В январе 1806 г. сербы, в более значительных силах, обложили город, но двукратная попытка их взять Ш. штурмом потерпела неудачу. В июле, когда часть стоявших у Ш. войск ушла на подкрепление главных сербских сил, турецкий отряд в 5 тыс. человек, перейдя через реку Дрину, внезапно атаковал оставшиеся у Ш. войска, прогнал их и освободил крепость. Узнав об этом, Георгий Черный двинулся с 8 тыс. из Белграда, разбил неприятельские войска между Баланьей и Крупони и, оставив под Ш. 3 тыс. человек, вернулся к Белграду. В августе того же года турецкий гарнизон пытался пробиться из Ш. силой, но неудачно, а в начале февраля 1807 г. сдался на капитуляцию».

## Экономика
- Месторождение лития.